# Cultures: The Discovery of Vinland
«Cultures: The Discovery of Vinland» (в России игра была неофициально издана под названием «Нации. Поселение викингов») — компьютерная игра в жанре стратегии классической экономической модели немецкой игровой школы, разработанная немецкими разработчиками компании Funatics Development в 2000 году для персонального компьютера и в оригинале носила немецкое название — «Cultures: Die Entdeckung Vinlands». Игра стала первой игрой в серии немецких стратегий «Cultures». В России игра официально не выпускалась, но русская версия была выпущена пиратским издателем «7-й волк».

## Сюжет

### Гренландия
Прежде чем отправиться в плавание викинги должны собрать припасы (30 единиц кожи и дерева и 100 единиц еды), однако предыдущий год выдался неурожайным. Голод и холод уничтожил практически все запасы на зиму. 

Поселенцы в течение долгого времени пытались добыть нужные ресурсы, в чём им помогают живущие неподалёку эскимосы. После того, как поселенцы раздобыли запасы они погрузили их на корабль и на следующие утро отплыли на запад, туда, куда упал камень с неба. Сам главный герой — юноша Бьярни впервые отплывал из деревни взрослым человеком, и он старался держаться ближе к отцу, от которого он многое узнал.

### Хелландия
Викинги следовали цели, пока не наткнулись на остров, где можно было бы обосноваться. Дрейфуя вокруг острова поселенцы искали подходящего места для причала отец Бьярни назвал этот остров Хелландия, что означало каменная страна, в которой должен был жить Вотан. В результате поиска викинги нашли живописное плодородное место, где мог бы причалить корабль.

## Локализация
После выпуска игры на западных рынках, игра была неофициально привезена в Россию в оригинальном виде (на немецком языке). Однако, по прошествии времени пиратская компания «7Волк Мультимедиа» выполнила перевод игры на русский язык и выпустила её в России под названием «Нации: Поселение Викингов». Тем не менее, перевод от 7волка не отличался особой профессиональностью. Тексты в игре были переведены с грамматическими ошибками, а в видеороликах на фоне русской речи было слышно немецкое озвучивание. 

Наряду с 7волком игра была переведена группой Russian Group, которая выполнила профессиональное дублированное озвучивание (включая видеоролики) и правильно перевела тексты игры. Несмотря на качественность перевода, перевод от Russian Group практически не был замечен аудиторией, в отличие от 7волка.

## Оценки
| Сводный рейтинг | Сводный рейтинг |
| Агрегатор       | Оценка          |
| --------------- | --------------- |
| GameRankings    | 72,24 %         |